# Chlorochaeta serrulata
Chlorochaeta serrulata là một loài bướm đêm trong họ Geometridae.